# Henri Frechon
Pour les articles homonymes, voir Fréchon.
Henri Jean Baptiste André Frechon né à Eu (Seine-Maritime) le 30 novembre 1863 et mort à Melun le  19 février 1925 est un peintre, dessinateur et aquarelliste français.

## Biographie
Fils d'un professeur de sciences et d'agriculture au collège d'Eu, il se dirige lui aussi vers une carrière d'enseignant. Il est d'abord professeur au collège de Meaux. En 1888, il épouse à Épernay Marguerite Parmentier, fille d'un professeur de mathématiques.
Puis il arrive à Melun où il sera professeur de dessin au collège Jacques-Amyot, à l'école normale et à l'école primaire supérieure de jeunes filles.
Excellent professeur, il n'hésitait pas à emmener les élèves hors de la classe pour dessiner sur le motif.
Ses aquarelles, souvent conçues à partir des dessins de François-Julien Decourbe, cherchent à faire revivre le Melun ancien, particulièrement celui datant de l'époque médiévale.
Il est nommé officier d'Académie lors de la promotion du 14 juillet 1901.
En 2021, la municipalité de Melun a donné le nom d'Henri Frechon à une nouvelle rue de la ville.

## Œuvres dans les collections publiques
- Melun, musée d'Art et d'Histoire : 
  - Le Pont aux moulins et la rive sud de Melun, dans les années 1830, d'après les dessins de Decourbe, aquarelle[6] ;
  - Le Quai Saint-Aspais ;
  - Le Clocher de l'église Saint-Aspais. Intérieur d'une cour de la rue du Miroir. 1848, aquarelle[7] ;
  - Le Moulin Landry ;
  - L'Hôtel des Cens ;
  - L'Église Saint-Sauveur ;
  - Le Château de la Reine Blanche ;
  - Melun. La rue du Presbytère le 23 janvier 1910.

## Publications
- Traité pratique de composition décorative, répondant aux programmes des cours complémentaires des écoles primaires, des écoles primaires supérieures et professionnelles ; servant à la préparation au brevet supérieur, au certificat d'études primaires supérieures, au certificat d'aptitude à l'enseignement du travail manuel, Melun, Imprimerie Lemaire, 1902, in-4°, 80 p., fig.
- Cours élémentaire de composition décorative, répondant aux programmes des cours supérieurs et complémentaires des écoles primaires et des écoles annexes, des classes élémentaires des collèges et des lycées de jeunes filles, de la première année des écoles primaires supérieures, du certificat d'études primaires, Paris, Masson, 1908, in-4° , 56 p., fig.
- Traité pratique de composition décorative, à l'usage des jeunes filles, répondant aux programmes des cours complémentaires des écoles primaires, des écoles primaires supérieures et professionnelles, des écoles normales, Paris, Masson, 1908, in-4°, 96 p., fig.
- Traité pratique de composition décorative à l'usage des jeunes gens, répondant aux nouveaux programmes du dessin et du modelage des écoles normales d'instituteurs, des écoles professionnelles, des écoles d'ouvriers d'art, Paris, Masson, 1908, Grand in-8o, 96 p., fig.
- Traité pratique de composition décorative, à l'usage des jeunes filles, répondant aux programmes des cours complémentaires des écoles primaires, des écoles primaires supérieures et professionnelles, des écoles normales, deuxième édition, Paris, Masson, 1912, in-4°, 112 p., fig.
- Traité théorique et pratique de travaux à l'aiguille, répondant aux derniers programmes du travail manuel dans l'enseignement primaire supérieur et dans l'enseignement secondaire, in-4°, avec planches.

## Distinctions
- Officier d'académie (1901)